# Hitachi Maxell

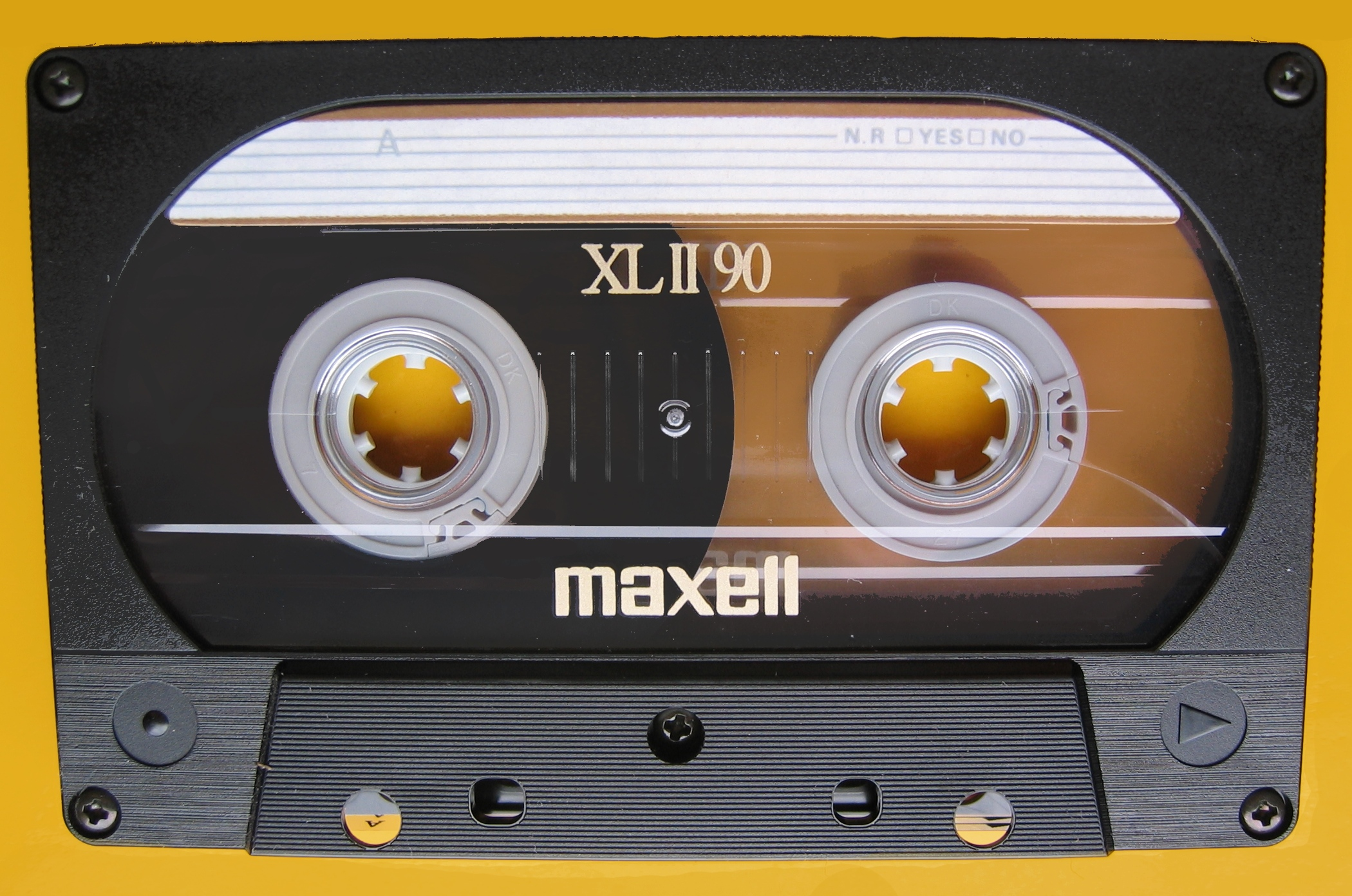
Cassette compacto Maxell XL II.

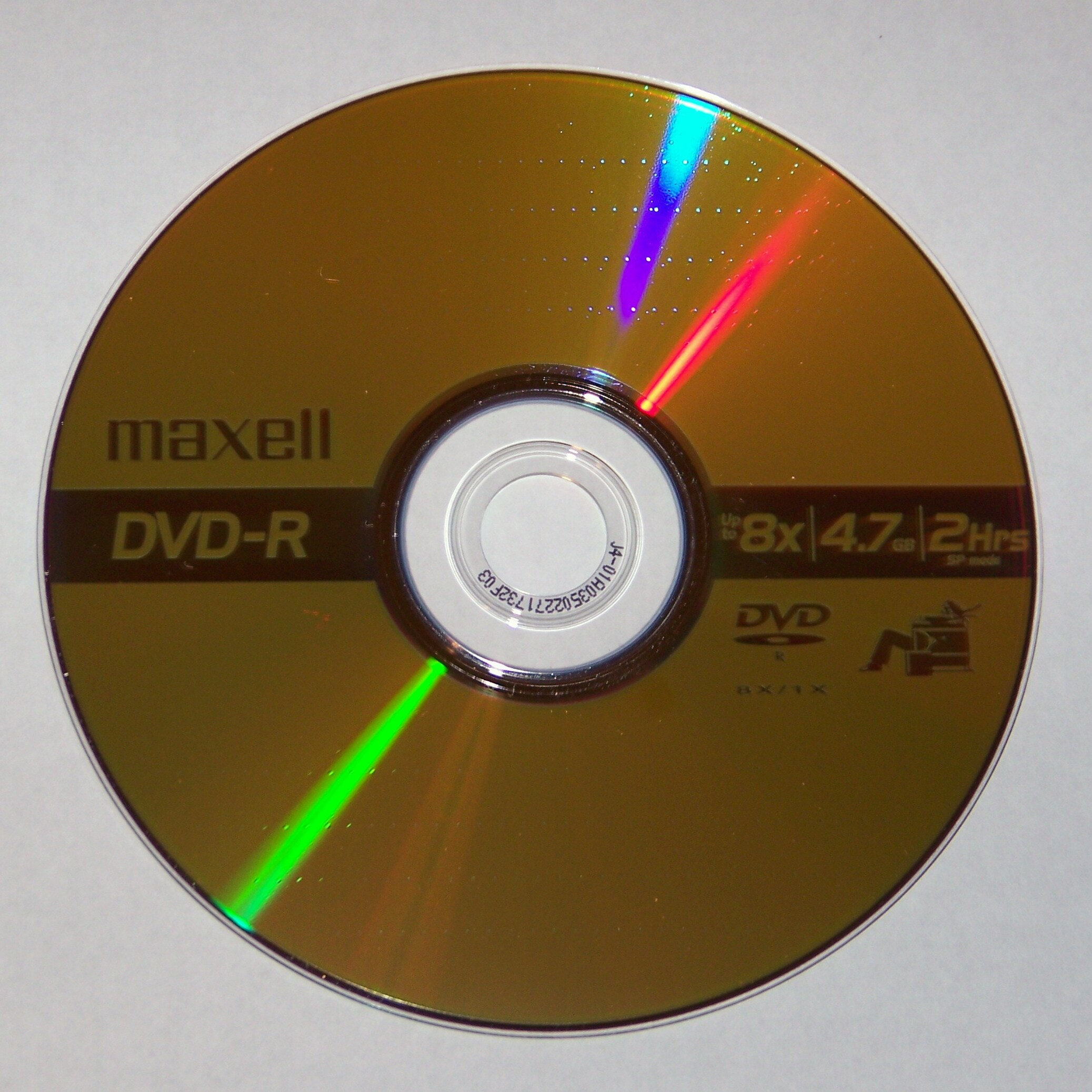
Maxell DVD-R.

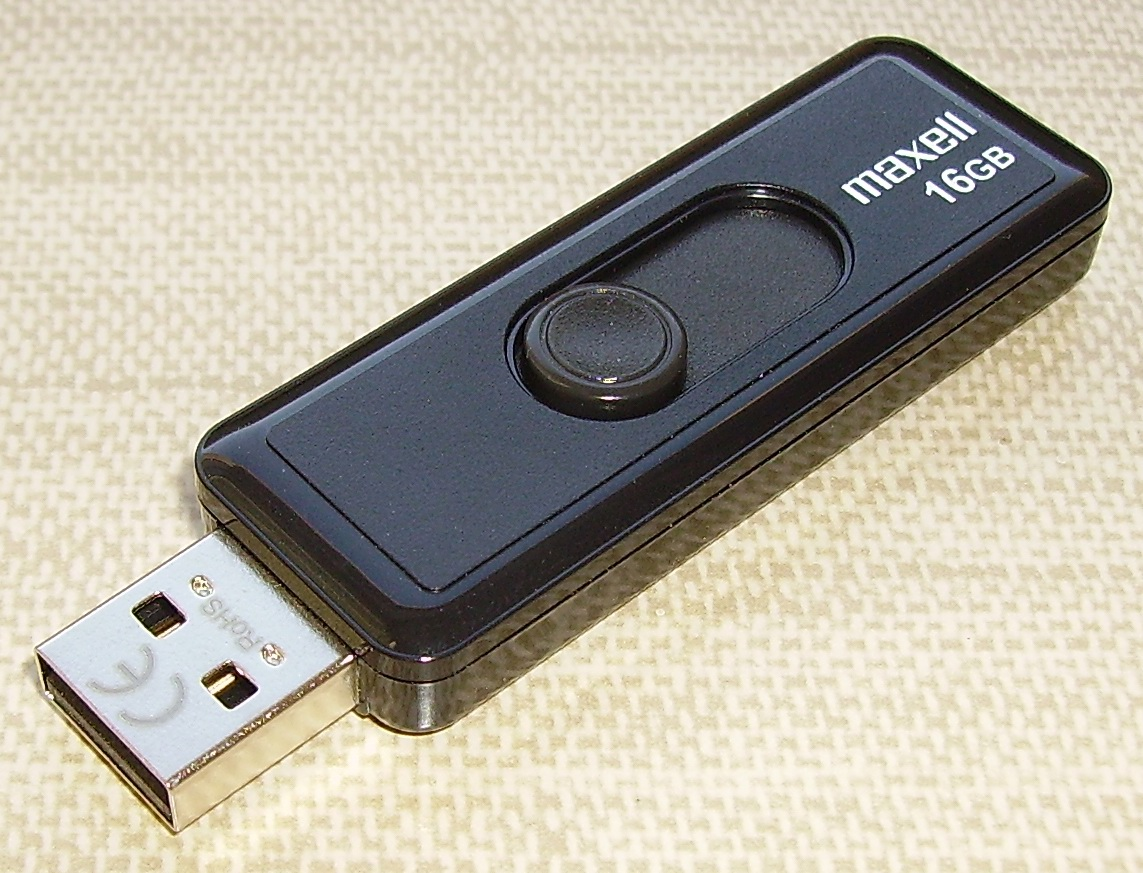
Unidad flash USB Maxell.

Hitachi Maxell (日立マクセル Hitachi Makuseru?) (TYO: 6810), o solamente Maxell, es una empresa japonesa que fabrica productos electrónicos para consumo masivo. Los productos más conocidos de la empresa son las (Memoria_USB , con capacidad real de 4- 8- 16- 32- 64- 128- 256GB) baterías y medios de grabación, incluidas las cintas de audio (Casete y Open Reel), y cintas de VHS vírgenes, y los discos ópticos grabables como CD-R/RW y DVD ± RW. El nombre de la compañía es una contracción del inglés "maximum capacity dry cell" que significa Capacidad máxima de pila seca. Además la compañía comercializa accesorios electrónicos, como CD y DVD de láser de limpieza. El 4 de marzo de 2008 Maxell anunció que dejaría de fabricar medios ópticos, tercerizando la fabricación de estos productos.

## Historia
Maxell se formó en 1960 cuando se creó una planta de fabricación de pilas secas en la actual sede de la compañía en Ibaraki, Osaka. En 1961, fue creada la compañía Maxell Electric Industrial Co., Ltd. a partir de las divisiones de baterías secas y cintas magnéticas de la empresa Nitto Electric Industrial Co., Ltd. (ahora Nitto Denko Corp.).

## Campaña publicitaria
En la década de 1980, Maxell se convirtió en un icono de la cultura pop cuando se produjeron anuncios publicitarios popularmente conocidos como "Guy" para su línea de cintas de audio. La original campaña que comenzó como un anuncio comercial en 1978 y se hizo en anuncios de televisión en 1979 que se desarrolló a lo largo de 1980. Steve Steigman fue el fotógrafo, se utilizó la música de “Cabalgata de las Valquirias” de  Richard Wagner. En el Reino Unido la música utilizada fue "Noche en la Montaña Pelada" de Modest Músorgski. 
Los anuncios muestran a un hombre sentado en posición baja en un sillón de Le Corbusier (en la parte derecha de la pantalla) y en frente de él un altavoz (en la parte izquierda de la pantalla). Su pelo y corbata, junto con la lámpara de su derecha y el vaso de martini de su izquierda, están siendo arrastrados por un gran viento - supuestamente provocado por la calidad del producto de Maxell. El protagonista se muestra aferrándose a los brazos del sillón, aunque con calma, atrapa el vaso de martini antes de que caiga al suelo. Comerciales de televisión mostraron la silla, así como la bebida y la lámpara, pasando de nuevo lejos del estéreo debido a la fuerza de las ondas sonoras. La imagen se convirtió en el estándar de aquellos que creen que su equipo estéreo tiene suficiente poder como para mover la mente y el alma. El modelo para el Reino Unido (no en EE. UU.) en esta campaña publicitaria fue el músico Peter Murphy, del grupo Bauhaus. No se sabe por qué no actuó como modelo para los EE. UU. en la campaña. El impacto de la campaña sobre la cultura popular de hoy todavía resuena: "¡Guy" fue parodiado en el popular programa televisivo de animación "Family Guy" en el episodio "Modelo de mala conducta". Esta es sólo la  más reciente de innumerables parodias a lo largo de los años, que incluye una parodia en la película de John Ritter "Manténgase al día" (que incluyó un personaje que posee un infierno de cinta maxell en su cabeza), y también la escena ha sido parodiada en el episodio de Los Simpson "Marge Be Not Proud". 
El 12 de diciembre de 2005, Maxell decidió volver a utilizar la imagen de "Guy" debido a su popularidad. Maxell posteriormente la utilizó en sus líneas de DVD y CD en blanco, auriculares y altavoces, además de cintas de audio y vídeo en blanco. Los anuncios han sido actualizados con las fotos de iPods y accesorios debajo de la imagen. La intención fue promover el uso de accesorios maxell para "hacer que su pequeña iPod suene como un gran sistema de audio." Actualmente esta imagen es usada en productos como memorias USB y auriculares.
El video musical “Tell me” de P. Diddy junto a Cristina Aguilera,  recuerda al anuncio publicatio "Guy".

## Baterías
Hitachi Maxell, junto con la Universidad de Nagasaki, NIAIST, y Fuji Heavy Industries (la empresa matriz de Subaru, encargados de desarrollar el coche eléctrico R1e), ha desarrollado un nuevo sistema químico para Baterías de iones de litio. Parte del cambio es abandonar el costoso elemento de cobalto y el uso de "litio nano-infundido" con manganeso, con 20 veces más poder de almacenamiento, y la capacidad de una producción en masa aún más económica que en la actualidad.